# Eurypteryx alleni
Eurypteryx alleni är en fjärilsart som beskrevs av Willem Hogenes och Colin G.Treadaway 1993. Eurypteryx alleni ingår i släktet Eurypteryx och familjen svärmare. Inga underarter finns listade i Catalogue of Life.